# Zwartkeelarassari
De zwartkeelarassari (Aulacorhynchus atrogularis) is een vogel uit de familie Ramphastidae (toekans).

## Verspreiding en leefgebied
Deze soort komt voor van centraal Ecuador tot westelijk Bolivia en telt drie ondersoorten:
- A. a. cyanolaemus: zuidoostelijk Ecuador en noordelijk Peru.
- A. a. dimidiatus: van oostelijk Peru tot westelijk Brazilië (Acre) en noordelijk Bolivia.
- A. a. atrogularis: oostelijke hellingen van de Andes van noordelijk Peru tot centraal Bolivia.